# Heliotropium gossypii
Heliotropium gossypii är en strävbladig växtart som beskrevs av Jiří Ponert. Heliotropium gossypii ingår i Heliotropsläktet som ingår i familjen strävbladiga växter. Inga underarter finns listade i Catalogue of Life.